# Anisodes condensata
Anisodes condensata är en fjärilsart som beskrevs av W. Warren 1903. Anisodes condensata ingår i släktet Anisodes och familjen mätare. Inga underarter finns listade i Catalogue of Life.